# The Verdict
The Verdict es una película estadounidense de 1982 dirigida por Sidney Lumet y protagonizada por Paul Newman, Charlotte Rampling, James Mason y Jack Warden en los papeles principales.

## Argumento
Frank Galvin es un abogado de cierta edad y venido a menos, que pasa el tiempo bebiendo y haciendo pequeños trabajos. Un antiguo socio, Mickey Morrissey, le recuerda un caso que todavía no ha concluido y en el que Galvin ya intervino: el de una negligencia médica cometida en un hospital. Galvin realiza un gran esfuerzo para trabajar de nuevo de modo profesional y averigua que este caso podría ganarse en juicio en favor de los familiares de la víctima. A medida que prepara el caso recibe ofertas para arreglar el asunto sin ir a juicio; pero Galvin está dispuesto a jugárselo todo, tanto para conseguir una importante indemnización para los familiares como para rehacerse como abogado.
Sin embargo, la parte contraria, dirigida por el abogado Ed Concannon, también está decidida a ganar el caso sea como sea y está dispuesta a conseguirlo utilizando incluso todo tipo de medios sucios para ello, hasta el punto de llegar a sobornar a una ayudante suya, Laura Fischer. También el juez está en contra de Frank y todo finalmente dependerá del veredicto final

## Reparto
- Paul Newman: Frank Galvin.
- Jack Warden: Mickey Morrissey.
- Charlotte Rampling: Laura Fischer.
- James Mason: Ed Concannon.
- Milo O'Shea: el juez Hoyle.
- Lindsay Crouse: Kaitlin Costello.
- Joe Seneca: Dr. Thompson.
- Julie Bovasso: Maureen Rooney.
- Wesley Addy: Dr. Towler.

## Comentarios
- El guion no tiene relación alguna con el caso de Karen Ann Quinlan.

- Bruce Willis y Tobin Bell aparecen como extras en una escena del filme.

## Recepción
La película está considerada como un indiscutible clásico moderno. En 2008 fue elegida con el número 4 del AFI's 10 Top 10 en la categoría de los mejores dramas judiciales estadounidenses de todos los tiempos, según el American Film Institute (AFI).

## Premios

### Oscar
| Año  | Categoría                       | Persona      | Resultado |
| ---- | ------------------------------- | ------------ | --------- |
| 1982 | Oscar a la mejor película       |              | Candidata |
| 1982 | Oscar a la mejor dirección      | Sidney Lumet | Candidato |
| 1982 | Oscar al mejor actor            | Paul Newman  | Candidato |
| 1982 | Oscar al mejor actor de reparto | James Mason  | Candidato |
| 1982 | Oscar al mejor guion adaptado   | David Mamet  | Candidato |

### Otros premios
- Premios David di Donatello (1982): Mejor actor extranjero (Paul Newman)
- Globos de Oro (1982): 5 candidaturas, incluyendo la de mejor película - Drama
- Sindicato de Guionistas (WGA) (1982): Candidata al premio al Mejor guion adaptado - Drama